# Electric touch
Electric touch es el nombre del tercer disco de estudio del cantante ruso Sergéi Lázarev. El álbum, lanzado el 31 de marzo de 2010, es el primero realizado por el artista tras la firma de su contrato con Sony Music Entertainment.
El disco está compuesto por catorce pistas, las cuales fueron grabadas durante más de un año en estudios de Rusia, Suecia, Inglaterra y Estados Unidos. 
Electric touch marcó el inicio de Lázarev dentro del electropop y el R&B, alejándose del pop ruso tradicional que marcaron sus dos primeros discos. De los 14 temas incluidos, la mayoría está en idioma inglés a excepción de Lazerboy y Naydi menya, que están en ruso. El álbum fue presentado en tres ediciones: la edición sencilla, una con folleto especial y una con un DVD incluido.
Ocho sencillos del álbum fueron lanzados a las radios rusas. Lazerboy, su primer sencillo, fue lanzado a fines de 2008 con la colaboración del rapero Timati, seguido por Stereo, Alarm y Naydi menya previo al debut del álbum. La balada Instantly fue incorporada en la banda sonora para Rusia de la película Las Crónicas de Narnia: La travesía del Viajero del Alba, mientras que para Heartbeat se estrenó una versión en ruso llamada Биение сердца. El último single del álbum fue el tema homónimo a fines de 2011, aunque en una versión remezclada con beats más electrónicos. De estos ocho sencillos, sólo Stereo y Feelin' high no tuvieron un video oficial.

## Canciones
| Electric touch |                             |          |  |
| N.º            | Título                      | Duración |  |
| 1.             | «Alarm»                     | 3:43     |  |
| 2.             | «Electric touch»            | 3:15     |  |
| 3.             | «Money on love»             | 3:29     |  |
| 4.             | «She said»                  | 3:53     |  |
| 5.             | «Slow mo»                   | 3:45     |  |
| 6.             | «Emotions»                  | 4:41     |  |
| 7.             | «Lazerboy» (junto a Timati) | 3:56     |  |
| 8.             | «She is»                    | 3:36     |  |
| 9.             | «Sexy automatic»            | 3:29     |  |
| 10.            | «Heartbeat»                 | 4:09     |  |
| 11.            | «Stereo» (HarDrum Remix)    | 3:34     |  |
| 12.            | «Naydi menya» (Найди меня)  | 3:36     |  |
| 13.            | «Instantly»                 | 4:03     |  |
| 14.            | «Feelin' high»              | 4:38     |  |
| 53:47          |                             |          |  |

| Deluxe (Bonus Tracks) |                                    |          |  |
| N.º                   | Título                             | Duración |  |
| 15.                   | «Naydi Menya» (Alex Menco Remix)   | -:--     |  |
| 16.                   | «Lazerboy» (Michael Yousher Remix) | -:--     |  |

## Sencillos
| Año  | Título                        | Pos.             | Pos.               | Pos.                    | Pos. |
| Año  | Título                        | Bandera de Rusia | Bandera de Ucrania | Bandera del Reino Unido |      |
| ---- | ----------------------------- | ---------------- | ------------------ | ----------------------- | ---- |
| 2008 | Lazerboy (junto a Timati)     | 69               | —                  | —                       | —    |
| 2009 | Stereo                        | 18               | —                  | —                       | —    |
| 2009 | Naydi menya (Найди меня)      | 18               | —                  | —                       | —    |
| 2010 | Alarm                         | 38               | —                  | —                       | —    |
| 2010 | Feelin' high                  | 33               | —                  | —                       | —    |
| 2010 | Instantly                     | 97               | —                  | —                       | —    |
| 2011 | Heartbeat / Биение сердца     | 26               | —                  | —                       | —    |
| 2011 | Electric touch (versión 2011) | 30               | —                  | —                       | —    |